# Robin van Arsdol
Robin van Arsdol (* 1949 in Denison, Iowa) ist ein US-amerikanischer Pop-Art-Künstler, Kritiker, Kurator, Sammler und hat als Assistent von Joseph Beuys gearbeitet.

## Leben
Von 1970 bis 1972 lehrte van Arsdol als Dozent am Georgetown College in Georgetown in Kentucky. Im Jahr 1973 hatte er dort eine Vertretungsdozentur und schloss dort sein Kunststudium im selben Jahr mit dem Bachelor of Arts ab, ehe er nach New York zog, um an der New York University (NYU) Kunsthistorik zu studieren. Ebenfalls 1973 schloss er sich der lebendigen New-Yorker-Szene der Streetart an. Über politisch ausgerichtete Graffiti, die er hundertfach gegen die Atomwaffenaufrüstung malte, kam er zur eigenen Kunst. Als Student hatte er 1974 unter dem Motto „I like America, America likes me“ seine erste Ausstellung. 1975 schloss er sein Studium als Master of Arts ab und lehrte 1976/77 an der NYU als Dozent im Fach Bildhauerei.
Drei Jahre später kehrte er New York den Rücken und zog nach Orlando, Florida. Dort eröffnete er eine Galerie. 1980/81 hatte er eine außerordentliche Professur am Valencia Community College in Orlando. 1995 folgte eine Vorlesungsreihe am Museum für zeitgenössische Kunst und Design in San José, der Hauptstadt Costa Ricas. Von 2006 bis 2008 bekleidete er den Vorstandsposten des Kuratoriums des Orlando Museum of Art.

## Werke
Etwa 5000 dokumentierte Graffiti von Robin van Arsdol zierten bereits Ende der 1970er Jahre die Straßenwände von New York. Sie werden heute teuer als Streetart gehandelt. Er ist auch bekannt für seine Bodypainting- oder Kettensägen-Performance, bei der er zum Beispiel aus einem Baumstamm einen „Screaming Man“, sein Markenzeichen, sägt.
Der „Screaming Man“, die zentrale Figur seines Lebenswerks, ist ein zahnloser Holzklotz mit Irokesenfrisur. Er hatte ganz am Anfang seiner Entstehung im Jahr 1992 noch Zähne, erst 1999 ließ er die Zähne weg. Die Figur pointiert ironisch die Unterschiede zwischen den Geschlechtern. Seine Sprechblasen mit „Why“, „Sorry“ oder „Be nice“ lassen als Metapher für das Verhältnis zwischen Mann und Frau viel Interpretationsspielraum. Er stellt in seinen Bildern männliche Eigenschaften symbolhaft dar. Dazu gehören auch, dass er die Farbe Pink verwendet, die Männer als unmännlich ablehnten.
2010 gab van Arsdol bei einer Ausstellungseröffnung in Pfullendorf an, dass das Fernsehen mit seinen Comic-Serien auf die Entwicklung seines künstlerischen Stils Einfluss gehabt hat: Seine liebste Comicfigur war Popeye; der „Screaming Man“ weist durchaus eine gewisse Ähnlichkeit mit Bart Simpson auf. Dabei ist ihm Humor, Symbolik und Metapher besonders wichtig. Auch die Politik hat ihn maßgeblich beeinflusst.
Weitere wiederkehrende Motive sind die Tulpe, die er als Symbol der Empfindsamkeit interpretiert, und die Figur des „Pinocchio“, die für alle kleinen Lügen der Männer steht.

## Privates
Robin van Arsdol ist Vater eines Sohnes (* 1993). Als gläubiger Christ wendet er sich gegen Atomwaffen, kritisiert die US-Rüstungspolitik und erwartet das Ende der Welt als Nuklearszenario.